# Hins Cheung
Hins Cheung (chino tradicional: 張敬軒 chino simplificado: 张敬轩; Hong Kong, 1 de febrero de 1981) es un cantante y compositor cantopop chino. Estudió y se graduó durante la secundaria en la ciudad de Guangzhou. Actualmente se encuentra bajo contrato bajo el sello de Universal Records. Además profesa la religión cristiana.
En 2008, actuó en el S.U.C.C.E.S.S. un concierto de Gala de Caridad en la ciudad de Vancouver, Columbia Británica, Canadá, con muchos otros artistas.
En abril de 2008, realizó otros tres conciertos en el Coliseo de Hong Kong que fue patrocinado por Aigo Music.

## Discografía
- Hins' First (agosto de 2001)
- My Way (agosto de 2002)
- A.M./P.M. (noviembre de 2004)
- My dream my way (en chino tradicional, 我的夢想我的路; en chino simplificado, 我的梦想我的路) (agosto de 2005)
- Spring, Summer, Autumn, Winter (春.夏.秋.冬) (23 de marzo de 2006)
- The Book of Laughter and Forgetting (en chino tradicional, 笑忘書; en chino simplificado, 笑忘书) (20 de octubre de 2006)
- Ardently Love (en chino tradicional, 酷愛; en chino simplificado, 酷爱) (16 de agosto de 2007)
- My 1st Collection (28 de diciembre de 2007)
- Aigo Hins Concert 3CD (16 de mayo de 2008)
- Urban Emotions (11 de julio de 2008)
- 拉闊變奏廳 Live2CD (13 de octubre de 2008)
- Love & Living (9 de abril de 2009)
- No. Eleven (15 de abril de 2010)
- Hins Live 2010 CD (26 de mayo de 2010)
- Hins Live 2010 DVD (2 de junio de 2010)
- Hins Live 2010 Blu-ray (18 de junio de 2010)
- P.S. I Love You  (15 de abril de 2011)
- HKPO x Hins Concert Live CD/DVD (23 de diciembre de 2011)
- HKPO x Hins Concert Live Blu-ray (19 de enero de 2012)

## Filmografía
- The Legend Is Born - Ip Man (2010)
- In The Name Of...love (2008)
- Wonder Women (2007)
- Dancing Lion (2007)
- Love Is Not All Around (2007)
- Moments of Love (2005)
- In-Laws, Out-Laws (2004)